# 亞倫·貝克
亞倫·特姆金·貝克（英語：Aaron Temkin Beck，1921年7月18日—2021年11月1日），美國精神病学家，同時也是賓夕法尼亞大學精神病學的名譽教授。他被認為是認知療法（CT）和認知行為療法（CBT）之父。他開創性的方法被廣泛應用於臨床治療抑鬱症和各種焦慮症。貝克還開發了抑鬱症及焦慮症的自我評估量表，特別是貝克抑鬱量表（BDI），它是最廣泛使用的測量抑鬱症嚴重程度的工具之一。
1994年，他和他的女兒，心理學家朱迪思·S·贝克創辦了非營利組織贝克认知行为疗法研究所，提供CBT治疗和培训，并进行CBT研究。貝克擔任該組織的名譽主席直到去世。
貝克因其在心理治療、精神病理學、自殺和心理測驗方面的研究而出名。貝克發表了超過600篇專業期刊文章，並撰寫或與他人合著25本書。他曾被《美國心理學家》雜誌於1989年7月封為“史上塑造美國精神病學面貌的美國人”之一，和“有史以來五個最有影響力的心理治療師”。貝克在賓夕法尼亞大學工作時，啟發了馬丁·塞利格曼完善其認知技巧和練習，並在後來致力於研究習得性失助。

## 早年生活

### 家庭背景
貝克出生於由俄羅斯移民美國的猶太家族。他的父亲哈里·贝克（Gershl Byk，1884－1968）是一名出版商，是普罗斯库罗夫（现为赫梅利尼茨基，乌克兰西部地区中心）人，1906年移民美国。母亲伊丽莎白·特姆金（Elizabeth Temkin，1889－1963）从柳别奇移民美国，是普罗维登斯（罗德岛）犹太社区的公众人物。父母于1909年结婚。
家中有5名子女，貝克為年紀最小的男孩。母親於哥哥早夭後疑似罹患憂鬱症，但在貝克出生後症狀獲得緩解。貝克自訴很喜歡自己那麼小就能夠治療母親的憂鬱症，這說明了他有必要控制一切狀況。貝克的父親為活躍的自由思想家，社會主義者，喜歡他人對於自己的討論提出回饋，這也影響貝克日後研究學問的態度。

### 童年經歷
在貝克的小時後，曾經摔斷手骨，感染敗血症，他生病的後果主要表現在焦慮、恐慌和逃學上面，逃學反過來又使他認為自己很無能、愚笨。這雖然使出偶然，卻讓他覺得自己很愚蠢。他說：“我很難過，這或許已經造成很強烈的基模（schema），因為我從來沒有忘記。我一年級留級，我常常覺得那是因為我很笨的關係。多年以後我問母親這件事，她說那時候我經常生病。這表示我比同學落後，他們都已經升到不同年級，表示我天生就不如人，改變不了了。我不喜歡比朋友落後。到了三年級我已經超前（半年），可以跳級，於是我跟母親說，她便跟老師說。”
貝克借著自助方式最後比同學超前一年。在他而言，“心理上這證明我能夠做事；如果我掉進洞里，我可以自己爬出來。我可以自己來，這種經驗對於我影響很大。我給人家比下去了，心里上，‘我曾被擊倒’這種想法會讓我動起來。‘絕對不說死’，這種態度是一種挑戰，把不利之處變成了有利之處。”
貝克說她知識豐富，總是鼓勵大家往前邁進，譬如決定跳級。然而，“她並不是完美的母親，常常前後矛盾。如果她心情不好就大吼大叫，這真令人苦惱。我不知道這有沒有影響我的個性，但是卻造成了我的敏感。我沒有辦法解釋。有時候她會很沒有理性，動不動就掉眼淚。幾個禮拜沒事，接著又開始了。我搞不懂，只好認為她太容易激動。我一直不喜歡。”貝克認為，由於他和母親的這種經驗，還有一年級老師那次突如其來的怒責，使他至今仍然對別人的情緒變得很敏感。

### 早年事業
贝克就读于布朗大学，1942年以拉丁文学位荣誉毕业。在布朗大学，他被选为優等生協會的成员，是《布朗每日先驱报》的副主编，并获得弗朗西斯韦兰奖学金、威廉加斯顿奖杰出演讲奖和菲洛·谢尔曼·班尼特论文奖。贝克就读于耶鲁医学院，1946 年获得医学士学位。
貝克曾在美軍的福奇谷軍方醫院擔任神經精神病學的副主任。

## 職業生涯

### 賓夕法尼亞州大學
基於他之前的實習期和交情，貝克在1954年成為美國賓夕法尼亞大學的講師。
貝克早期研究的興趣是在於證明憂鬱症是「憂鬱起因於內轉（inverted）的敵意」 這項假設。在進行言詞制約實驗（verbal conditioning experiment）和卡片分類測驗後顯示，憂鬱症患者顯示的正面變化程度比非憂鬱症患者大。貝克嘗試做出解釋: 這些憂鬱症患者並沒有尋求失敗，只是對自己和自己快樂的可能性採取否定的觀點。同時，貝克發覺病患於會談自由聯想時另外存在一種「內在獨白」，而此獨白進而會轉為自動思維。其中，憂鬱症患者的自動思維偏向於消極。
貝克從執業所做的臨床觀察，幫助他建立個人的精神病理學理論。和病人的會談，幫助他對認知層次的概念化和對病人自動思維的認識。1959年他治療的一位年輕男病人，在會談的自由聯想中，忽然憤怒的批評貝克，貝克接著問病人心里有什麼感覺，病人說︰“我覺得很內疚。”因為他一邊罵他，心里一邊罵自己“我不應該這樣說，我批評他不對，我很糟糕，他會不喜歡我”等。他對病人除了形諸語言的思考之外還有第二層思考，感受很深。除了病人的憤怒造成罪惡感之外，這個第二層思考變成了外在情感和這個罪惡情感之間的中介者。
他繼續研究其他病人這種“內在獨白”的現象，發現病人做治療的時候，還有一些想法患者沒有報告出來，很多患者都是他特別問起才覺察到這個現象。這種思維比自主思維不容易覺察，可是卻好像生命一般。這種思維也是“自動思維”，是立即的、真實的，不會受到個人的挑戰。這種思維對個人經驗提出喋喋不休的評論。就抑鬱症患者而言，折中自動思維往往偏於消極。
實驗結果加上臨床觀察，使貝克放棄了的治療模式。他個人可能也想和分開。他曾經說︰“使我離開構架的事物之一是，不必把權威當一回事這種想法。我自己的資料比權威可靠。”他一直喜歡向對立事物挑戰，因為——他自己說——他喜歡意想不到的東西，譬如證明權威錯誤即是。
1960年到1964年間，貝克開始建構認知理論的概念。藉由觀察自己開始，貝克發現只要能找到正確的歸因，自己消極心情就消失了。於是進ㄧ步觀察病患，發展出測量方法來測量觀察結果。相較於其他學者先建構假設再以研究求證，貝克採取了另一個途徑。亦即，如果多數案例證明觀察結論成立，就開始建立理論，接著設計一些與理論相合的介入方法。
貝克在1960年代早期於賓夕法尼亞州大學擔任精神病學家時發展了認知治療。他以前曾經學習並應用過精神分析學派。身為研究者與科學家，貝克設計並執行了實驗以測試精神分析對於抑鬱（症）的概念。原本貝克預期研究會使這些基本的規則生效，他卻驚訝的發現事實相反。這次的研究使他開始尋找其他方法概念化抑鬱。

### 認知療法
在對抑鬱症患者的研究後，他發現病人們擁有自發產生負面思緒的經歷。貝克把這些認知稱作“自動思維”，並且發現這些思緒內容分為三類：關於自身、世界及未來的負面想法。他認為這種認知是像憂鬱認知三角一樣相互聯繫的。花費在反應出自動思維的不多時間使得病人認為這些想法是有根據、可信的。
貝克開始幫助病人識別和評估這些想法，藉由這樣的方法，病人有辦法更現實地思考，使得他們能夠更好的情緒感受並有更正常的行為表現。他在CBT中發展了關鍵想法，解釋了不同的心理障礙和不同種類的認知扭曲有關。他發現，無論何種心理障礙，認知扭曲都對我們的行為有負面影響。貝克解釋，成功的介入會教育一個人去了解並察覺到他們的認知扭曲，以及如何去挑戰其影響。他發現到頻繁的自動思維揭示了一個人的核心信念。他解釋說，核心信念是由整個人生經歷所形成的；我們“感覺”這些信念是真實的。
自那時起，貝克和他在全球同事在研究了這種形式的心理治療在治療多種疾病上的療效，包括憂鬱症，双相情感障碍，進食障礙，物質濫用，焦慮症，人格障礙和其他諸多具有心理學因素的醫療狀況。認知療法也被成功的應用於焦慮症、精神分裂症的個體。他還專注於精神分裂症、邊緣性人格障礙以及曾反复自殺未遂患者的認知治療。

## 相關组织
貝克參與賓夕法尼亞大學的研究，並在貝克學會為區域精神病學住院醫生、研究生以及心理健康專業人士進行兩週一次的案例會議。他在2007年被選為美國文理科學院院士。
貝克是非營利組織贝克认知行为疗法研究所的創辦人及名譽主席，以及精神病理學研究中心（Psychopathology Research Center, PRC）的主任，該中心是自殺行為治療及研究中心的母組織。1986年，他曾為牛津大學的訪問學者。
從1992年起，貝克擔任美國賓夕法尼亞州大學的名譽教授，以及天普大學和紐澤西藥學暨牙科醫學大學的兼職教授。

## 个人生活
贝克于1950年与菲利斯·W·贝克结婚，他们共有四个孩子：罗伊、朱迪、丹和爱丽丝。菲利斯是宾夕法尼亚联邦上诉法院的第一位女法官。她的小女儿爱丽丝·贝克·杜博也是同一法院的法官，而大女儿朱迪思是一位著名的以行为认知疗法而出名的心理学家，她撰写了该领域的基本文章，并且是贝克研究所的联合创始人。他于2021年7月18日年满100岁，并于当年的11月1日在他位于费城的家中在睡梦中去世。

## 心理量表
除了貝克抑鬱量表（BDI），貝克還開發了貝克絕望量表（BHS）、貝克自殺意念量表（BSS）、貝克焦慮量表（BAI）、貝克兒童及青少年量表、克拉克-贝克强迫症量表（CBOCI）以及医学患者的BDI-快速筛查。
貝克合作過的心理學家瑪麗亞·科瓦奇開發的兒童抑鬱量表，即採用了BDI的一種模式。

## 獎項與榮譽
- 第7屆亨氏獎（英语：Heinz Awards），人類狀況獎[3]
- 2004年路易斯維爾大學格魯邁耶獎（英语：Grawemeyer Award），心理學獎[2]
- 2006年拉斯克临床医学研究奖[40]
- 2010年希望之钟奖[3]
- 2010年弗洛伊德獎[41]
- 2010年獎學金及研究獎[41]
- 2011年愛德華·J·查爾獎[41]
- 2011年瑪希隆王子獎，醫學獎[41]
- 2013年肯尼迪社區心理健康獎[41]

贝克获得了耶鲁大学、宾夕法尼亚大学、布朗大学、假设学院和费城骨科医学院的荣誉学位。
2017年，《医学景观》杂志（Medscape）评出的过去一个世纪最具影响力的医生中，贝克排第四。